# Neodiplocampta parva
Neodiplocampta parva är en tvåvingeart som först beskrevs av Friedrich Hermann Loew 1869.  Neodiplocampta parva ingår i släktet Neodiplocampta och familjen svävflugor. Inga underarter finns listade i Catalogue of Life.